# Spilotragus guttatus
Spilotragus guttatus är en skalbaggsart som först beskrevs av Jordan 1897.  Spilotragus guttatus ingår i släktet Spilotragus och familjen långhorningar. Inga underarter finns listade i Catalogue of Life.